# Walter Yeo

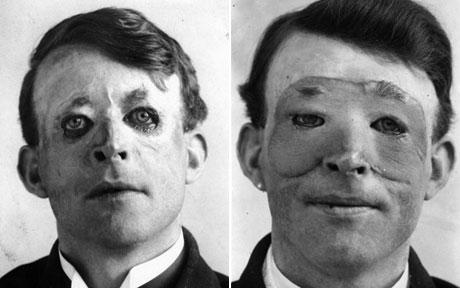
Walter Yeo, um marinheiro ferido na Batalha da Jutlândia, é considerado o primeiro paciente de cirurgia plástica, em 1917. A foto mostra antes e depois da cirurgia.

Walter Ernest O'Neil Yeo  (20 de outubro de 1890 – 1960) foi um marinheiro da Primeira Guerra Mundial.
Foi a primeira pessoa a ser submetida uma cirurgia plástica, realizada por Harold Gillies.